# Norman Scott
Pour les articles homonymes, voir Scott.
Norman Scott, né le 10 août 1889 à Indianapolis et mort le 13 novembre 1942 à Guadalcanal, est un contre-amiral américain de l'United States Navy.
Il est l'un des deux amiraux de la Marine américaine tués au combat lors de la bataille navale de Guadalcanal sur le théâtre Pacifique de la Seconde Guerre mondiale. Dans ce brutal engagement, le contre-amiral Scott fut tué en opération lorsque son navire amiral, le croiseur léger USS Atlanta (CL-51), fut touché par des tirs d'artillerie navale ami du croiseur USS San Francisco (CA-38).
Scott a reçu la Medal of Honor à titre posthume pour sa bravoure pendant cette bataille.
Les destroyers USS Norman Scott (DD-690) et USS Scott (DDG-995) ont été nommés en son honneur.